# Peperomia rotundifolia

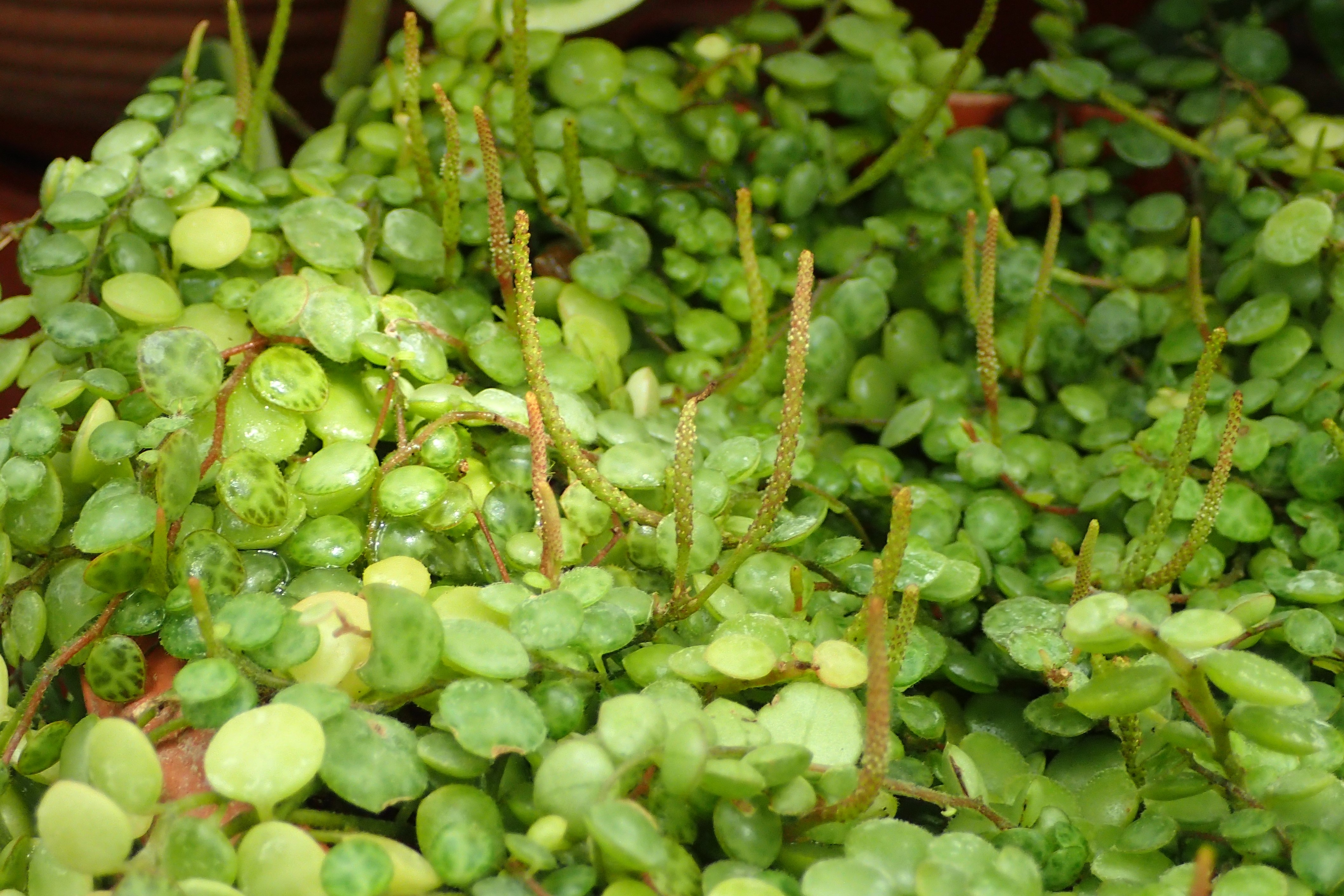
Inflorescencias.

Peperomia rotundifolia, también conocida como berrito caminante o hierba linda, es una especie de planta con flores de la familia Piperaceae, originaria de Brasil, Centroamérica, Colombia, Ecuador, México y Perú.
Es una planta rastrera (aunque también se comporta como epífita), habita en las selvas del sur de México, Centroamérica y norte de Sudamérica. Se encuentra entre las ramas de los árboles, arrastrándose en grietas de las rocas, troncos podridos y el suelo del bosque, prefiriendo la humedad y las condiciones de sombra o semisombra, con temperaturas entre 17 y 25 °C.
Sus hojas son pequeñas, gruesas y suculentas, con forma de botón, los tallos son blandos y pueden alcanzar los 30cm de largo.

## Cultivo
Se puede cultivar en macetas colgantes o a nivel del suelo, donde crece tupida como una alfombra. Prefiere un suelo ligero y poroso que no retenga mucha agua, y un ambiente húmedo sobre todo si hace calor, aunque es sensible al exceso de riego que puede marchitar tallos o causar podredumbre de raíces, si el aire está muy seco, se puede pulverizar para mantener la humedad. 
Se puede reproducir por medio de esquejes de tallos con algunas hojas, estos se plantan en un sustrato húmedo y se pulverizan para reducir la deshidratación, en unas semanas ya tendrán raíces. 

## Galería

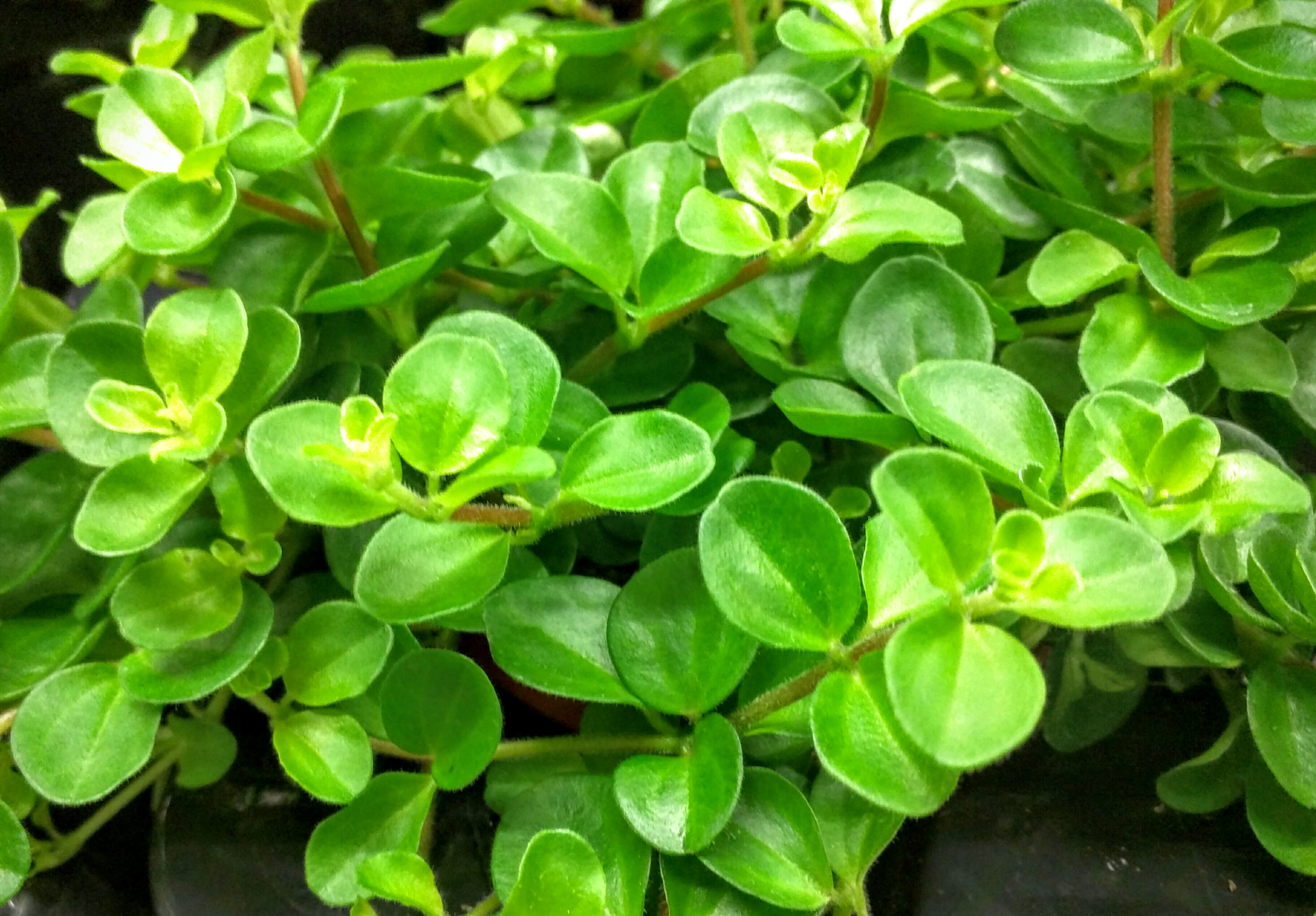
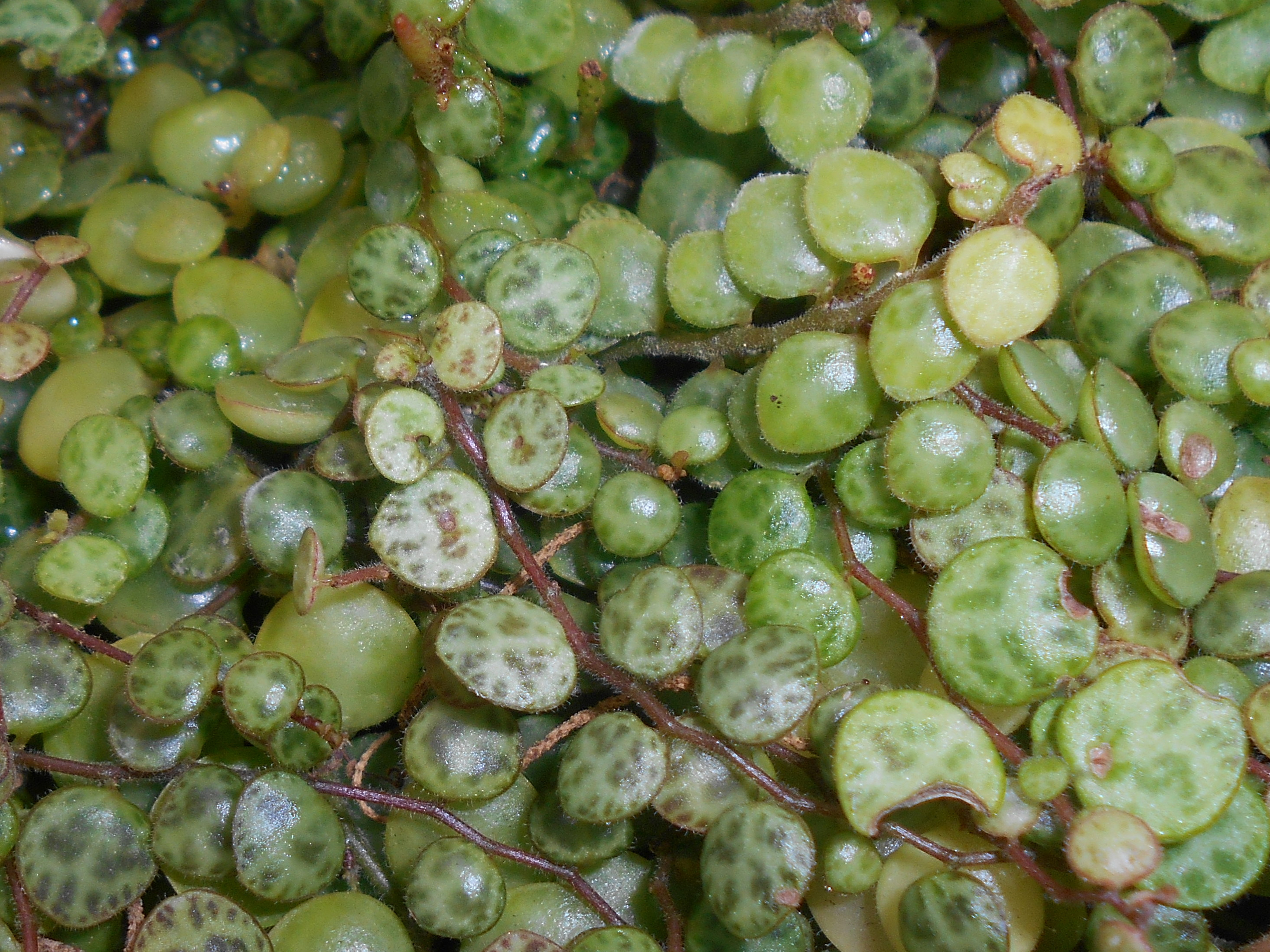
Jardín Botánico de Lublin, Polonia.
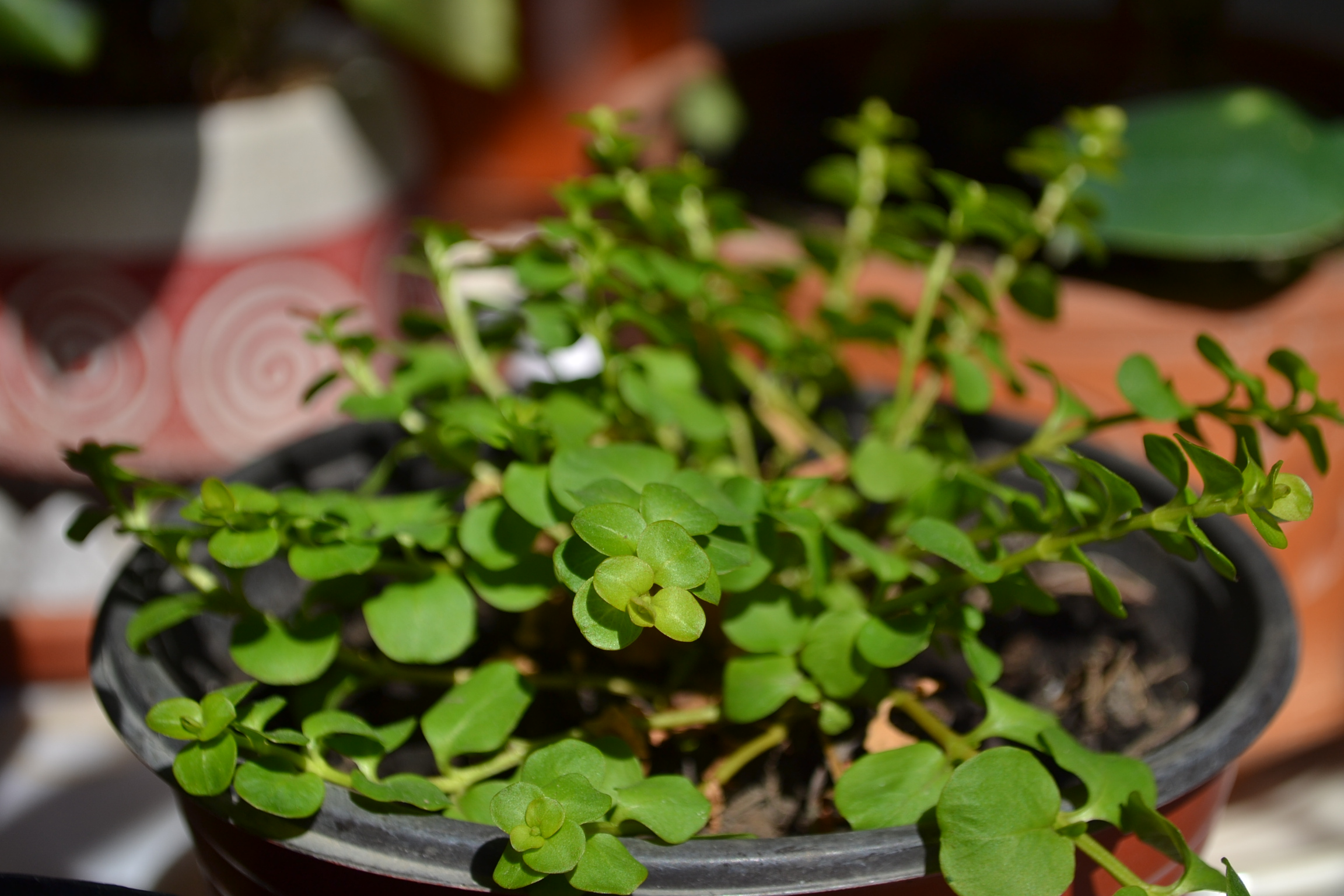
Peperomia Rotundifolia